# Jack Miles (Politiker)
John Bramwell ’Jack’ Miles (* 5. September 1888 in Wilton, Roxburghshire, Schottland; † 17. Mai 1969 in Naremburn, ein Stadtteil von Sydney, New South Wales, Australien) erlernte den Beruf der Steinmetzen und wurde Generalsekretär der Communist Party of Australia (CPA).

## Frühes Leben

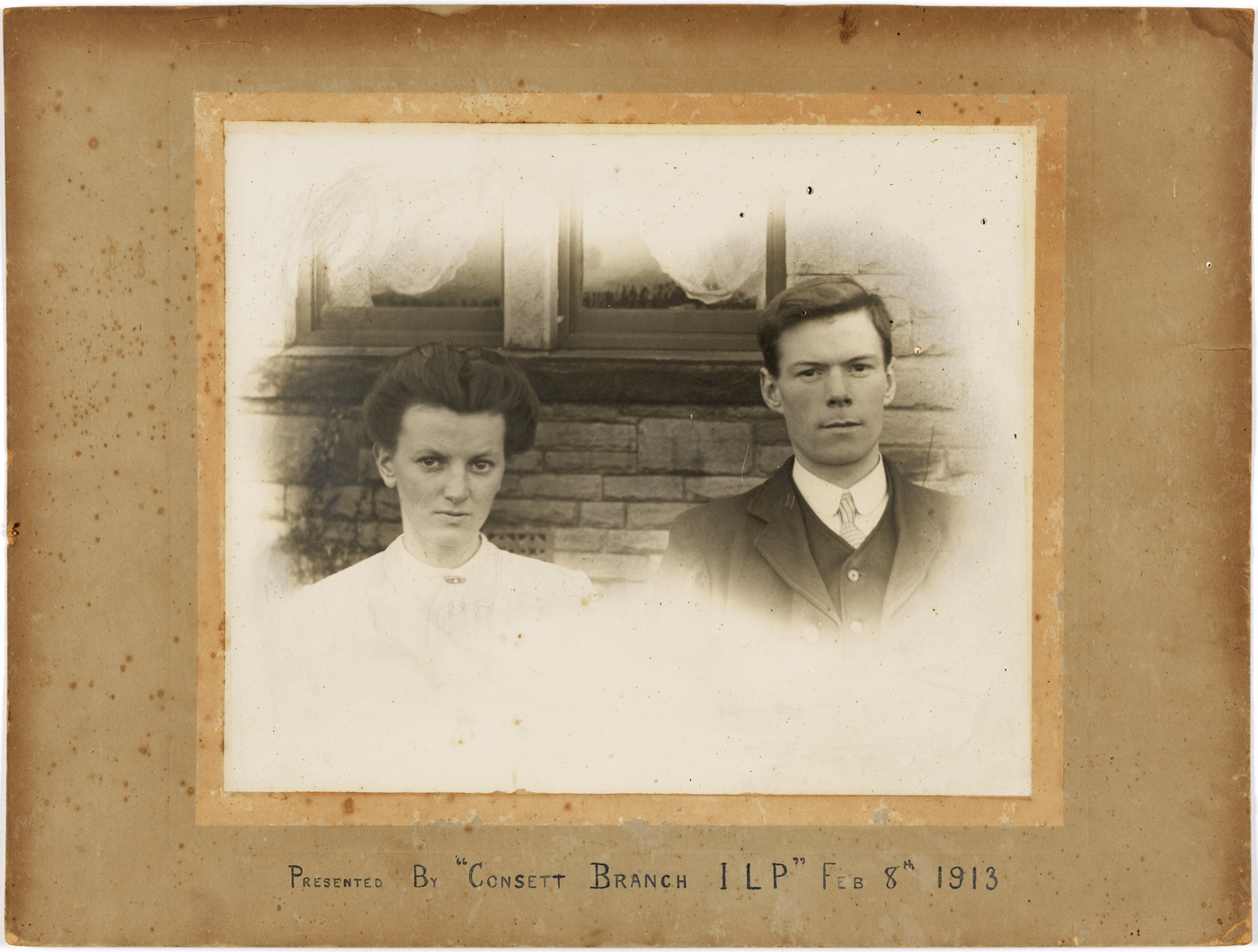
Elizabeth und Jack Miles, 1913

John Miles war der Sohn von William Miles, ein Maurergeselle, und seiner Frau Louisa, geborene Wiggins. Er ging in Edinburgh zur Schule, bevor er eine Ausbildung zum Steinmetzen im Norden Englands aufnahm. Er arbeitete in Newcastle und Consett im County Durham, wo er Mitglied der Independent Labour Party wurde. Am 9. Oktober 1911 heiratete er Elizabeth Jane Black. Sie emigrierten am 31. März 1913 nach Brisbane in Queensland.

## Politisches Leben
1918 wurde Miles Mitglied in der Socialist League in Queensland. Als die Communist Party of Australia im Jahr 1920 in Sydney gegründet wurde, trat er ein. Er wurde zum Vertreter der Australasian Meat Industry Employees Union und der United Operative Stonemasons Society of Queensland on the Trades and Labor Council gewählt. Anlässlich einer Konferenz im Dezember 1929 gewann er mit Bert Moxon und Lance Sharkey Einfluss in der CPA. 1931 wurde er in Sydney zum regionalen Sekretär der CPA gewählt. In den Jahren von 1934 bis 1935 hielt er sich in der Sowjetunion auf. Als die CPA im Jahr 1940 wegen ihrer Antikriegshaltung verboten wurde, ging er in den Untergrund. Das Verbot wurde nach dem Eintritt der Sowjetunion in den Zweiten Weltkrieg aufgehoben. 1948 wurde er zum Generalsekretär ernannt. Miles kandidierte bis 1953 mehrmals erfolglos bei australischen Wahlen.